# Politique étrangère du Brésil
La politique étrangère du Brésil désigne l’ensemble des relations internationales de la république fédérative du Brésil depuis son indépendance du Portugal reconnue 29 août 1825. Le Brésil est membre des Nations unies, du Marché commun du Sud (Mercosur), et des BRICS, fédération réunissant depuis 2011 Brésil, Russie, Inde, Chine et Afrique du Sud. Le Brésil fait partie des pays qui réclament un siège permanent au Conseil de sécurité de l'ONU.
La géographie du Brésil est caractérisée par un accès à la mer, une dizaine de pays frontaliers, et d'importantes ressources naturelles partagés avec d'autres pays d'Amérique du Sud, ce qui en fait un acteur essentiel de la mondialisation.

## Une situation géographique singulière

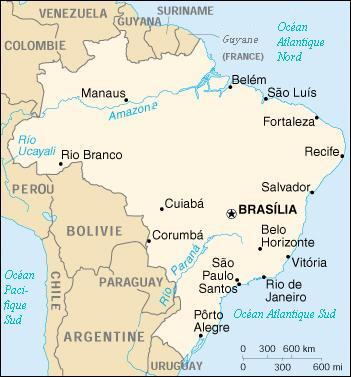
Carte du Brésil

Avec une superficie de plus de 8,5 millions de kilomètres carrés le Brésil est le cinquième plus grand pays de la planète, derrière la Russie, le Canada, les États-Unis et la Chine. Mais à la différence des États-Unis et du Canada, le Brésil est aussi caractérisé par un nombre très important de pays frontaliers (dix pays), qui en font le troisième pays au monde en nombre de riverains, après la Russie et la Chine.
À l'Est, le long de l'Atlantique, le littoral brésilien s'étend sur 7 491 km tandis qu'à l'Ouest, le Brésil partage 16 885 km de frontières, dont trois sont classées dans les 20 les plus longues du monde.
Sur la terre ferme, le Brésil partage une longueur total de frontière de 15 230 kilomètres, dont trois frontières de plus de 2 000 kilomètres, sont classées dans les vingt les plus longues du monde. Le Brésil a également d'importantes ressources naturelles minières, pétrolières hydrauliques (dont la majeure partie de l'électricité brésilienne est issue) et agricoles partagés avec d'autres pays d'Amérique du Sud.
Ces caractéristiques font du Brésil un acteur central et incontournable en Amérique du Sud dont la quasi-totalité des pays lui sont riverains (à l’exception du Chili et l'Équateur), et un acteur majeur de la mondialisation.

## Chronologie des relations

### Dictature militaire (1964-1985)

Humberto de Alencar Castelo Branco fut le premier président du régime militaire instauré au Brésil, issu du coup d'État de 1964

À partir de 1964, le Brésil connut, comme d'autres pays d'Amérique latine, une dictature militaire de droite. La junte militaire qui prit le pouvoir lors d'un coup d'État en 1964, et qui s'y maintint de manière parfois autoritaire, voire brutale, pendant deux décennies, força le pays à adopter un nouveau type d'économie.
Dans les années 1970, le gouvernement brésilien participa à l'opération Condor, vaste plan de coordination entre les dictatures militaires latino-américaines, piloté par la CIA, avec comme but de lutter dans tout le continent contre les opposants aux régimes. On compte un grand nombre de groupes révolutionnaires qui, dès 1964, ont organisé la résistance contre le pouvoir militaire. La plupart d'entre eux ont pris forme dans les milieux d'étudiants, dont le MR-8, plutôt basé à Rio de Janeiro, ou l'ALN (Action de libération nationale), basée à São Paulo.
C'est finalement la crise financière qui mine la plupart des pays d'Amérique du Sud, le développement de la pauvreté et de l'insécurité dans les immenses favelas, ainsi que la ruineuse corruption des militaires et les mouvements syndicaux qui feront perdre les derniers soutiens économiques du régime militaire.

### Restauration de la démocratie

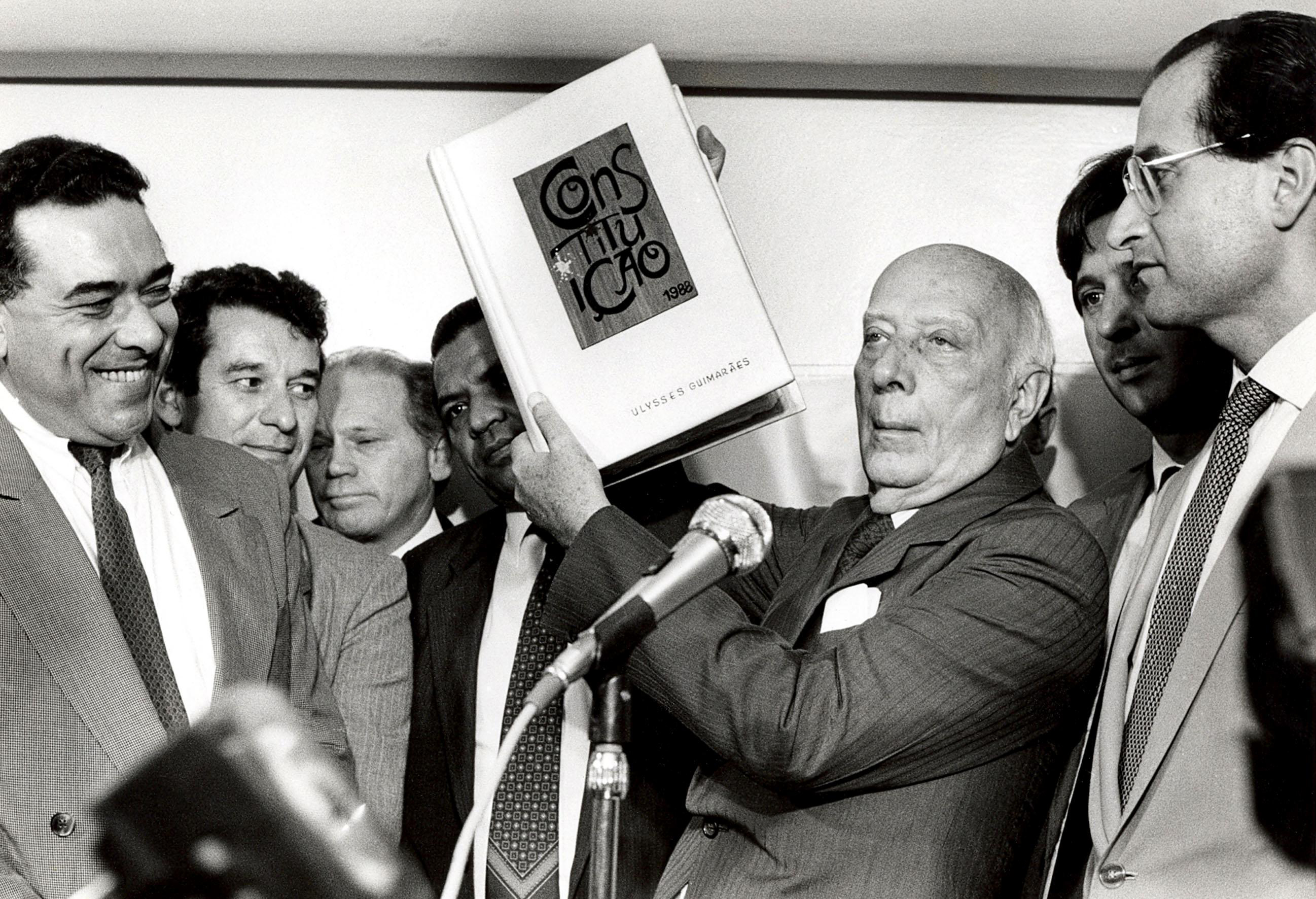
Ulysses Guimarães tenant la Constitution de 1988 dans les mains

En 1985, Tancredo Neves fut élu à la présidence, mais décéda avant son entrée en fonction. C'est alors le vice-président José Sarney qui devint président. La démocratie s'installa dans un contexte économique et financier difficile. Le Congrès national établit une nouvelle constitution adoptée le 5 octobre 1988.
Le 27 octobre 2002, l'ancien syndicaliste Luiz Inácio Lula da Silva remporta l'élection présidentielle. Il fut réélu le 28 octobre 2006. Il est le premier président du Brésil issu du Parti des travailleurs. Le pays sort du marasme économique, accède au statut de puissant pays émergent, grâce au développement accordé à la classe moyenne qui soutient massivement les réformes démocratiques du président, et la création d'un grand marché intérieur qui attire les capitaux étrangers et les industries d'exportation à la suite du retour de la confiance des banques et la stabilisation de la monnaie du pays. En réussissant en septembre 2010 la plus grande augmentation de capital de l'histoire, le géant pétrolier Petrobras devient le symbole de cette forte croissance.
De 2003 à 2010, près de 20 millions de Brésiliens (sur une population de 190 millions) sont sortis de la pauvreté. La malnutrition infantile a régressé de 46 %.
Dilma Rousseff, elle aussi membre du Parti des travailleurs, est élue le 31 octobre 2010 pour succéder à Luiz Inácio Lula da Silva et lui succède le 1er janvier 2011,devenant la première femme présidente du Brésil. Elle est réélue en 2014.
Le Brésil organise à l'été 2014 la 20e édition de la coupe du monde de football, gagnée par l'Allemagne. Rio de Janeiro accueille ensuite la 31e édition des Jeux Olympiques d'été en 2016.
En mars 2014 débute l'opération Lava Jato, une enquête judiciaire anti-corruption de grande ampleur visant de nombreuses personnalités politiques de droite comme de gauche liés à l'entreprise Petrobras puis à l'entreprise Odebrecht. Le discrédit de la classe politique et la crise économique que subit le Brésil de 2014 à 2018 provoquent des contestations populaires. Dilma Roussef est visée par un impeachment pour avoir dissimulé l'ampleur du déficit public brésilien et elle est destituée par un vote du Sénat le 31 août 2016. Son vice-président Michel Temer, membre du Parti du mouvement démocratique brésilien, lui succède et adopte une politique libérale. Impopulaire dès le début de sa présidence, il est accusé de corruption dans le cadre de Lava Jato en 2017, de même que Luiz Inácio Lula da Silva qui est condamné à neuf ans de prison.
L'élection présidentielle de 2018 oppose le député d'extrême-droite Jair Bolsonaro au candidat du Parti des travailleurs Fernando Haddad, Luiz Inácio Lula da Silva ayant été empêché de se présenter par la justice. Jair Bolsonaro est élu le 28 octobre 2018 et devient président le 1er janvier 2019. L'année 2019 est marquée par une vague d'incendies en Amazonie, et l'année 2020 par la pandémie de Covid-19 lors de laquelle le Brésil est le deuxième pays le plus touché au monde après les États-Unis.

## Relations avec le continent américain

### Relations avec l'Amérique du Sud
Le Brésil est membre du Mercosur, et a des frontières avec dix pays d'Amérique du Sud : l'Argentine, la Bolivie, la Colombie, la France via la Guyane, le Paraguay, l'Uruguay et le Venezuela.

#### Relations avec l'Argentine
Le Brésil et l'Argentine sont membres du Mercosur et partagent une frontière de 1 224 km.

#### Relations avec la Bolivie
Le Brésil et la Bolivie partagent une frontière de 3 400 km, soit la 8e frontière la plus longue du monde, qui traverse une grande variété de régions, des grandes zones urbaines, des déserts et des forêts, du Pantanal à la forêt amazonienne.

#### Relations avec la Colombie
Le Brésil et la Colombie partagent une frontière de 1644 kilomètres.

#### Relations avec le Guyana
Le Brésil et le Guyana partagent une frontière de 1605 kilomètres.

#### Relations avec le Paraguay
Le Brésil et le Paraguay sont membres du Mercosur et partagent une frontière de 1290 kilomètres, séparée par un mur depuis 2007 pour empêcher la contrebande.

#### Relations avec le Pérou
Le Brésil et le Pérou partagent une frontière de 2995 kilomètres.
En 2013, le 10e anniversaire de l'alliance stratégique entre les deux pays est célébré,. À l'occasion de cet anniversaire, la présidente brésilienne Dilma Rousseff s'est rendue en visite officielle le 11 novembre au Pérou. Parmi les objectifs principaux de l'alliance stratégique brésilio-péruvienne, on trouve l'intégration dans les infrastructures, la coopération (principalement sur les questions sociales et de sécurité), l'intégration frontalière et l'intégration économique et commerciale.
En matière d'intégration physique, une fois l'autoroute interocéanique reliant l'état d'Acre à l'océan Pacifique inaugurée en 2011, les deux nations commencent à étudier un projet d'autoroute biocéanique, sujet d'un mémorandum d'entente entre le Brésil, le Pérou et la Chine conclu en mai 2015. Ce type de projet est stratégique pour l'intégration des économies du nord et du Midwest du Brésil à celles du Pérou et de l'océan Pacifique.

#### Relations avec le Suriname
Le Suriname a une frontière terrestre de 597 km avec le Brésil. La relation avec le Brésil est une priorité pour le Suriname. Le Président Desi Bouterse se rend en visite officielle à Brasilia le 2 mai 2018 au cours de laquelle plusieurs accords de coopération ont été signés.

#### Relations avec l'Uruguay
L’Uruguay et le Brésil sont membres du Mercosur, et partagent une frontière de 95 km.
En 2009, un chantier interconnexion électrique entre les deux pays est lancé par Areva, pour un budget de 150 millions de dollars.
En novembre 2019, à la suite de l'élection de Luis Lacalle Pou à la présidence de l'Uruguay, son homologue brésilien Jair Bolsonaro l'invite à « venir visiter le Brésil rapidement ».
En février 2020, à l’occasion des quarante ans du Parti des travailleurs, les anciens présidents brésiliens et uruguayen Luiz Inacio Lula da Silva et José Mujica, se rencontrent et s'affichent ensemble sur scène.

#### Relations avec le Venezuela
Le Brésil et le Venezuela ont été simultanément membres du Mercosur avant la suspension de l'adhésion du Venezuela en 2016 dans un contexte de dérive autoritaire du président Nicolás Maduro, et partagent une frontière de 2 199 kilomètres.
Le Roraima, l'état le plus septentrional du Brésil, connaît en 2018 un afflux massif d'immigrants venus du Venezuela en raison de la crise économique que traverse le pays à la suite de la baisse des prix du pétrole dont le Venezuela est très dépendant. Le 7 août, le gouvernement régional a réclamé la fermeture de la frontière auprès du tribunal suprême fédéral brésilien, que ce dernier a refusé le jour même sur la base d'arguments constitutionnels,.
Le 22 février 2019, au cours de la crise présidentielle au Venezuela, le président Nicolás Maduro ferme la frontière pour empêcher l'arrivée de l'aide humanitaire par voie terrestre,,. La réouverture de la frontière est annoncée par le Venezuela en mai 2019.
Au début du mois de mars 2020, le Brésil rappelle l'intégralité de son personnel diplomatique présent au Venezuela et demande à ce dernier pays d'en faire de même, sans pour autant que les ambassades réciproques ne ferment. Cet épisode témoigne de la crispation des relations entre les deux pays, alors que le président vénézuélien traitait son homologue brésilien de fasciste et l'accusait de soutenir des groupes terroristes ayant attaqué un poste militaire au Venezuela le mois précédent.

### Relations avec l'Amérique du Nord

#### Relations avec les États-Unis
En 2013, la présidente Dilma Rousseff annule sa visite aux États-Unis après la publication dans le cadre des révélations d'Edward Snowden de documents relatifs à sa mise sur écoute par la NSA.
En 2019, John Bolton, le conseiller à la sécurité nationale des États-Unis, se déplace à Brasília afin d'y saluer un « partenaire sur la même longueur d’onde que nous » en la personne du président Jair Bolsonaro.
Les relations entre les deux pays se renforcent sous les présidences de Donald Trump et de Jair Bolsonaro : vente du constructeur aéronautique Embraer, créé par l’armée brésilienne, à Boeing, promotion du Brésil au rang d’ « allié privilégié » en dehors de l’Otan en mars 2019, ou encore feu vert donné par Brasilia à l’utilisation, par Washington, de la base de lancement spatial d’Alcàntara. Le ministre brésilien des Affaires étrangères, Ernesto Araújo, propose même aux États-Unis l’installation d’une base militaire en territoire brésilien.
Donald Trump et Jair Bolsonaro signent en mars 2020 au siège du US Southern Command (la flotte nord-américaine pour l'Amérique latine), un accord militaire bilatéral d'envergure. Donald Trump salue à cette occasion « l'alliance stratégique » entre les deux pays et leur stratégie commune contre le Venezuela.

## Relations avec l'Europe

### Relations avec l'Union européenne

#### Relations avec le Portugal
Avec son indépendance, le Brésil était uni avec le Portugal au sein du Royaume-Uni de Portugal, du Brésil et des Algarves.

#### Relations avec la France
Durant les présidences d'Emmanuel Macron et de Jair Bolsonaro, les relations politiques entre les deux pays sont marquées par la défiance, le président brésilien reprochant notamment à Paris son « discours moralisateur » et refusant de recevoir en juillet 2019 le ministre français des affaires étrangères, Jean-Yves Le Drian. Le gouvernement français fait pression sur le Brésil pour que le pays respecte son engagement sur la déforestation dans le cadre de l’accord de Paris.
En août 2019, cette défiance réciproque débouche, selon le journal Le Monde, sur « le conflit le plus grave de toute l’histoire de leurs relations bilatérales ». Alors que la presse reporte des incendies géants en Amazonie, Emmanuel Macron accuse le président brésilien d’avoir « menti » sur ses engagements environnementaux. Ce dernier dénonce une « « mentalité colonialiste dépassée au XXIe siècle ». Emmanuel Macron est accusé par son homologue brésilien d'« instrumentaliser un problème interne du Brésil [...] pour ses intérêts politiques personnels ».

### Relations avec le reste de l'Europe

#### Relations avec la Russie
Le Brésil et la Russie font partie des BRICS. En avril 2023, dans le contexte de l'invasion de l'Ukraine par la Russie, le ministre des Affaires étrangères russe Sergueï Lavrov se rend au Brésil, où il rencontre son homologue Mauro Vieira ainsi que le président Lula. Ce dernier tente de se poser en médiateur dans le conflit ukrainien, en évoquant l'éventualité de concessions territoriales de l'Ukraine envers la Russie. En réaction, Washington allié de l'Ukraine et jugeant inacceptable de telles conditions de paix, accuse le Brésil de se faire « faire l'écho de la propagande russe et chinoise ». Ce reproche fait également suite à une déclaration de Lula accusant l'Europe et les États-Unis de « de contribuer à la poursuite de la guerre » en armant l'Ukraine, alors que c'est ce dernier qui est attaqué et envahit par la Russie.

## Relations avec l'Asie

### Relations avec le Moyen-Orient

#### Relations avec Israël
Les deux États ont établi des relations diplomatiques le 7 février 1949, le Brésil étant l'un des premiers pays à avoir officiellement reconnu l'État d'Israël en 1949.
En décembre 2018, le président brésilien Jair Bolsonaro annonce son intention de transférer l’ambassade du Brésil en Israël de Tel-Aviv à Jérusalem.

#### Relations avec le Liban
Le Brésil compte une importante communauté d'origine libanaise, estimée à plus de 10 millions d’habitants, soit plus que la population libanaise elle-même. De nombreuses individus d’origine libanaise au Brésil sont des personnalités importantes de la société brésilienne, notamment Carlos Ghosn, industriel et PDG de l'alliance Renault-Nissan-Mitsubishi, Michel Temer, 37e président du Brésil, et Gilberto Kassab, maire de São Paulo.
En août 2020, à la suite de l'explosion du port de Beyrouth, le Brésil envoie au Liban une aide humanitaire de 6 tonnes contenant de la nourriture, des médicaments, 300 respirateurs et des masques chirurgicaux. Une délégation brésilienne menée par l'ancien président Michel Temer se rend au Liban par la même occasion.

### Relations avec l’Asie-Pacifique

#### Relations avec la Chine
Le Brésil et la Chine font partie des BRICS. La Chine est le principal partenaire commercial de son pays ; le volume des échanges bilatéraux représentait quelque 100 milliards de dollars en 2018 et l’investissement de la Chine au Brésil est estimé à 60 milliards de dollars.
La Chine est un important investisseur au Brésil, notamment via la China National Petroleum Corporation et la China National Offshore Oil Corporation, qui détiennent des parts du champ pétrolier de Libra.
Les présidents des deux  États Jair Bolsonaro et Xi Jinping se rencontrent au Brésil en octobre 2019

#### Relations avec l'Inde
Le Brésil et l'Inde font partie des BRICS.

## Relations avec l'Afrique
Longtemps contrariées, notamment en raison du poids de l’esclavage dans l'histoire brésilienne – ce pour quoi le Brésil compte près de 80 millions d’afro-descendants, soit 44 % de sa population – les relations entre Brasília et l'Afrique se réchauffent depuis la première accession à la présidence de Lula en 2003. Durant ses deux premiers mandats (2003-2010), le Brésil était devenu le septième partenaire commercial de l’Afrique, et les échanges commerciaux entre le Brésil et le continent sont passés de 5 à 30 milliards de dollars. Dix-neuf nouvelles ambassades brésiliennes sont inaugurées en Afrique sur cette même période, lors de laquelle Lula avait visite 29 pays africains lors de 12 voyages différents. Les relations africo-brésiliennes se refroidissent néanmoins durant les mandats de ses successeurs Dilma Rousseff (2011-2016), Michel Temer (2016-2018) et Jair Bolsonaro (2019-2023), afin de se réchauffer de nouveau avec le retour de Lula à la présidence du Brésil en 2023.
D'importantes sociétés brésiliennes sont actives en Afrique, principalement dans l'exploitation minière et pétrolière  comme Vale (en Guinée et au Mozambique), Petrobras (principalement en Angola et au Nigeria), avec l'appui de la banque de développement du Brésil (BNDES).

### Relations avec le Maghreb

#### Relations avec le Maroc
Au cours du premier semestre 2020, le Maroc a exporté 600 millions USD de produits vers le Brésil, dont les exportations vers le Royaume sur la même période étaient de 320 millions USD. Le Maroc est un fournisseur essentiel d'engrais et de fertilisants pour l'agro-business brésilien. Les deux états signent un accord commercial en 2019 pour booster leurs investissements et leurs échanges bilatéraux.

#### Relations avec l'Algérie
Le Brésil a reconnu et établi des relations diplomatiques avec l’Algérie après leur indépendance de la France en 1962. Le Brésil a ouvert une ambassade à Alger en 1963. Pendant la dictature militaire au Brésil (1964-1985), plusieurs Brésiliens ont demandé l’asile politique en Algérie. Après la chute de la dictature militaire, la plupart des Brésiliens sont retournés dans leur pays.

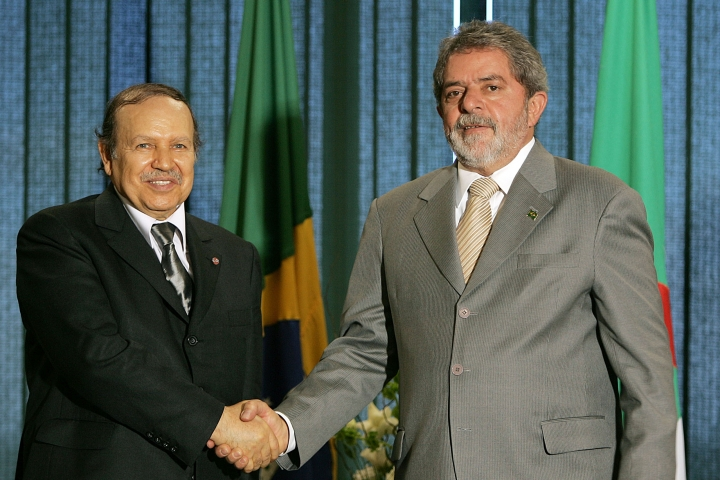
Le Président algérien Abdelaziz Bouteflika et le Président brésilien Luiz Inácio Lula da Silva à Brasília en 2005.

En 2005, le Président algérien Abdelaziz Bouteflika a effectué une visite au Brésil et a rencontré le Président Luiz Inácio Lula da Silva. En février 2006, ce dernier a effectué une visite officielle en Algérie et a rencontré le Président Bouteflika.
En 2019, les échanges commerciaux entre les deux pays se sont essaient totalisé 2,3 milliards de dollars. Les principales exportations de l’Algérie vers le Brésil sont les principales huile végétale carburant et l’urée. Les principales exportations du Brésil vers l’Algérie sont le sucre de canne; minerai de fer; huile de soja; maïs; bœuf réfrigéré et le café.

### Relations avec Afrique subsaharienne

#### Relations avec l'Angola
L'entreprise publique pétrolière brésilienne Petrobras est une investisseur majeur en Angola.

#### Relations avec l'Afrique du Sud
Le Brésil et l'Afrique du Sud font partie des BRICS.